# Жоссеран, Марсель
Марсе́ль Жоссера́н (фр. Marcel Josserand; 1900—1992) — французский миколог.

## Биография
Марсель Жоссеран родился в Лионе 5 октября 1900 года. В 1920 году стал членом Лионского Линнеевского общества, в 1922 году был избран во Французское микологическое общество. В 1935, 1946, 1968 и 1972 годах избирался президентом Линнеевского общества. В 1947 году Жоссеран стал членом Лионской академии наук и искусств, в 1953 году был её президентом.
В 1970 году Жоссеран стал почётным президентом Лионского Линнеевского общества, в 1972 году — почётным членом Французского микологического общества.
Марсель Жоссеран занимался изучением макромицетов Центральной Европы, он написал множество статей в журнале Французского микологического общества. Также Жоссеран планировал написать монографию рода Гигрофор, однако она так и не была издана.
М. Жоссеран скончался 28 марта 1992 года.

## Некоторые научные работы
- Josserand, M. La Description des Champignons Supérieurs. — Paris, France: P. Lechevalier, 1952. — 338 p.
- Josserand, M. Notes critiques sur quelques champignons de le région Lyonnaise (фр.) // Bulletin Trimestriel de la Société Mycologique de France Série 5e : magazine. — 1955. — Vol. 71, no 2. — P. 65—125.

## Некоторые виды грибов, названные в честь М. Жоссерана
- Cortinarius josserandii Bidaud, 1994
- Galerina josserandii Kühner, 1957
- Gymnopilus josserandii Antonín, 2000
- Russula josserandii Bertault, 1977
- Tricholoma josserandii Bon, 1975